# Lütjenholm
Lütjenholm (dänisch: Lilholm, nordfriesisch: Läitjholem) ist eine Gemeinde im Kreis Nordfriesland in Schleswig-Holstein.

## Geografie

### Geografische Lage
Das Gemeindegebiet von Lütjenholm erstreckt sich im Naturraum der Schleswiger Vorgeest (Haupteinheit Nr. 697), unmittelbar südöstlich des Übergangs in den zum Naturraum Nordfriesische Marsch zählenden Bargumer Koog. Die Soholmer Au bildet die nördliche Grenze der Gemarkung ab, wohingegen der Bach Kleine Au das Gemeindegebiet größtenteils nach Westen hin abschließt. Sie bildet einen bedeutenden Vorfluter für den Landschaftsraum an der Ostseite des Stollbergs.

### Gemeindegliederung
Megelberg (dän. Møgelbjerg) und Lütjenholmfeld liegen im Gemeindegebiet.

### Nachbargemeinden
|                      | Enge-Sande                                  | Lindewitt |
| Bargum               | Kompassrose, die auf Nachbargemeinden zeigt | Goldelund |
| Bordelum (OT Dörpum) | Högel                                       |           |

### Geologie
Der Standort am Übergang zur westlich angrenzenden Nordfriesischen Marsch ist Teil des sogenannten Altmoränengebiets von Schleswig-Holstein. Er bildete sich in der Zeit vom Saale-Komplex aus.
Die Landschaft heute ist vergleichsweise dicht bewaldet. Im Gemeindegebiet befinden sich zudem die Lütjenholmer Heidedünen. Diese sind ein anerkanntes Naturschutzgebiet. Die Lütjenholmer Süderheide, ein ehemals von der Bundeswehr genutzter Standortübungsplatz, befindet sich hingegen bereits im benachbarten Gemeindegebiet von Bargum.
Die Entwässerung des Gemeindegebiets erfolgt über die Soholmer Au. Diese ist, neben der Lecker Au, einer der beiden Vorfluter des Bongsieler Kanals. Seit der Eindeichung des Hauke-Haien-Kooges entwässert dieser in Schlüttsiel ins nordfriesische Wattenmeer.

## Geschichte
Bis zum Deutsch-Dänischen Krieg gehörte der Ort zum Kirchspiel Breklum (Breklum Sogn) innerhalb der Nordergoesharde im Amt Flensburg. Am 1. April 1934 wurde die Kirchspielslandgemeinde Breklum aufgelöst. Alle ihre Dorfschaften, Dorfgemeinden und Bauerschaften wurden zu selbständigen Gemeinden/Landgemeinden, so auch Lütjenholm.

## Politik

### Gemeindevertretung
Bei der im Zuge der Kommunalwahlen in Schleswig-Holstein 2023 am 14. Mai 2023 durchgeführten Gemeindewahl in Lütjenholm ergab sich wiederholt keine neue Sitzverteilung im Gemeinderat: Die Allgemeine Arbeitsgruppe Lütjenholmer Wähler (AALW) erhielt vier, die Aktuelle Wählergruppe Lütjenholmer Wähler (AWLW) fünf Mandate.

### Bürgermeister
Am 1. Juni 2023 wird wiederholt für die Wahlperiode 2023–2028 Matthias Rugullis (AALW) zum Bürgermeister gewählt.

### Wappen
Blasonierung: „In Blau ein goldener Herzschild, darin eine blaue Kornblume mit einer oberen Blattlage aus sieben silbernen Blättern; durch drei leicht schräg gestellte silberne Blätter vom Herzschild zum hinteren Schildrand von Rot und Grün geteilt.“

## Verkehr
Das Dorf Lütjenholm befindet sich etwa acht Kilometer Luftlinie nordnordöstlich von Bredstedt. Die Verkehrsanbindung im motorisierten Individualverkehr erfolgt von der Bundesstraße 5 aus. Beim Kreisverkehr am nördlichen Ortseingang im genannten Unterzentrum zweigt die Landesstraße 4 in nördlicher Richtung ab und führt über Dörpum ins Gemeindegebiet hinein. Dort wird sie westlich des Dorfes von der Landesstraße 13 gekreuzt. Diese stellt in westlicher Richtung folgend wiederum eine weitere Verbindung zur B 5 in Langenhorn (Ortsteil Mönkebüll) her.
Ebenfalls in Langenhorn befindet sich der nächstgelegene Bahnhof. Er liegt an der Marschbahn und ermöglicht die Anreise im Bereich des Schienenpersonennahverkehrs. Der nächstgelegene Bahnhof im Fernverkehr ist der Bahnhof Niebüll.